# Gmina Jelenje
Gmina Jelenje (chorw. Općina Jelenje) – gmina w Chorwacji, w żupanii primorsko-gorskiej. W 2011 roku liczyła  5344 mieszkańców.